# Beaumont (Texas)
Beaumont es una ciudad ubicada en el condado de Jefferson en el estado estadounidense de Texas. En el Censo de 2010 tenía una población de 118.296 habitantes y una densidad poblacional de 532,13 personas por km².
Se encuentra enfrente del sitio hasta donde es navegable el río Neches, que está conectado al golfo de México por el canal Sabine-Neches, siendo el mayor puerto de entrada de la zona. Beaumont fue fundada en 1835 y en 1901 se descubrió el primer yacimiento petrolífero de Texas llamado Spindletop, que causó que la ciudad creciera rápidamente. Junto a los poblados de Port Arthur y Orange, conforma el denominado "Triángulo Dorado", una gran región petroquímica e industrial. La Lamar University se encuentra también en Beaumont.

## Geografía
Beaumont se encuentra ubicada en la planicie costera de Texas, a unos 30 km tierra adentro del golfo de México, y justo hacia el sur de un denso bosque de pinos al este de dicho Estado. La ciudad se encuentra rodeada al este por el río Neches y al norte por Pine Island Bayou. Antes del inicio de su construcción, la ciudad era cruzada por numerosos cauces, la mayoría de los cuales han sido llenados o convertidos para propósitos de drenaje.
Beaumont se encuentra ubicada en las coordenadas 30°5′4″N 94°8′45″O / 30.08444, -94.14583. Según la Oficina del Censo de los Estados Unidos, Beaumont tiene una superficie total de 222.31 km², de la cual 214.45 km² corresponden a tierra firme y (3.53%) 7.85 km² es agua.

## Demografía
Según el censo de 2010, había 118.296 personas residiendo en Beaumont. La densidad de población era de 532,13 hab./km². De los 118.296 habitantes, Beaumont estaba compuesto por el 39.77% blancos, el 47.28% eran afroamericanos, el 0.55% eran amerindios, el 3.29% eran asiáticos, el 0.03% eran isleños del Pacífico, el 7.09% eran de otras razas y el 1.99% pertenecían a dos o más razas. Del total de la población el 13.44% eran hispanos o latinos de cualquier raza.

## Economía
De acuerdo al Reporte Financiero Anual de la ciudad del año 2008, los mayores empleadores de la ciudad eran:
| #  | Empleador                                  | # de empleados |
| -- | ------------------------------------------ | -------------- |
| 1  | Distrito Escolar Independiente de Beaumont | 2,861          |
| 2  | Hospital Christus St. Elizabeth            | 1,706          |
| 3  | Hospital Bautista Memorial Hermann         | 1,614          |
| 4  | Ciudad de Beaumont                         | 1,323          |
| 5  | Condado de Jefferson, Texas                | 1,209          |
| 6  | Universidad de Lamar                       | 1,176          |
| 7  | ENGlobal Corporation                       | 600            |
| 8  | West Corporation                           | 463            |
| 9  | Wal-Mart                                   | 450            |
| 10 | Goodyear Tire and Rubber Company           | 394            |

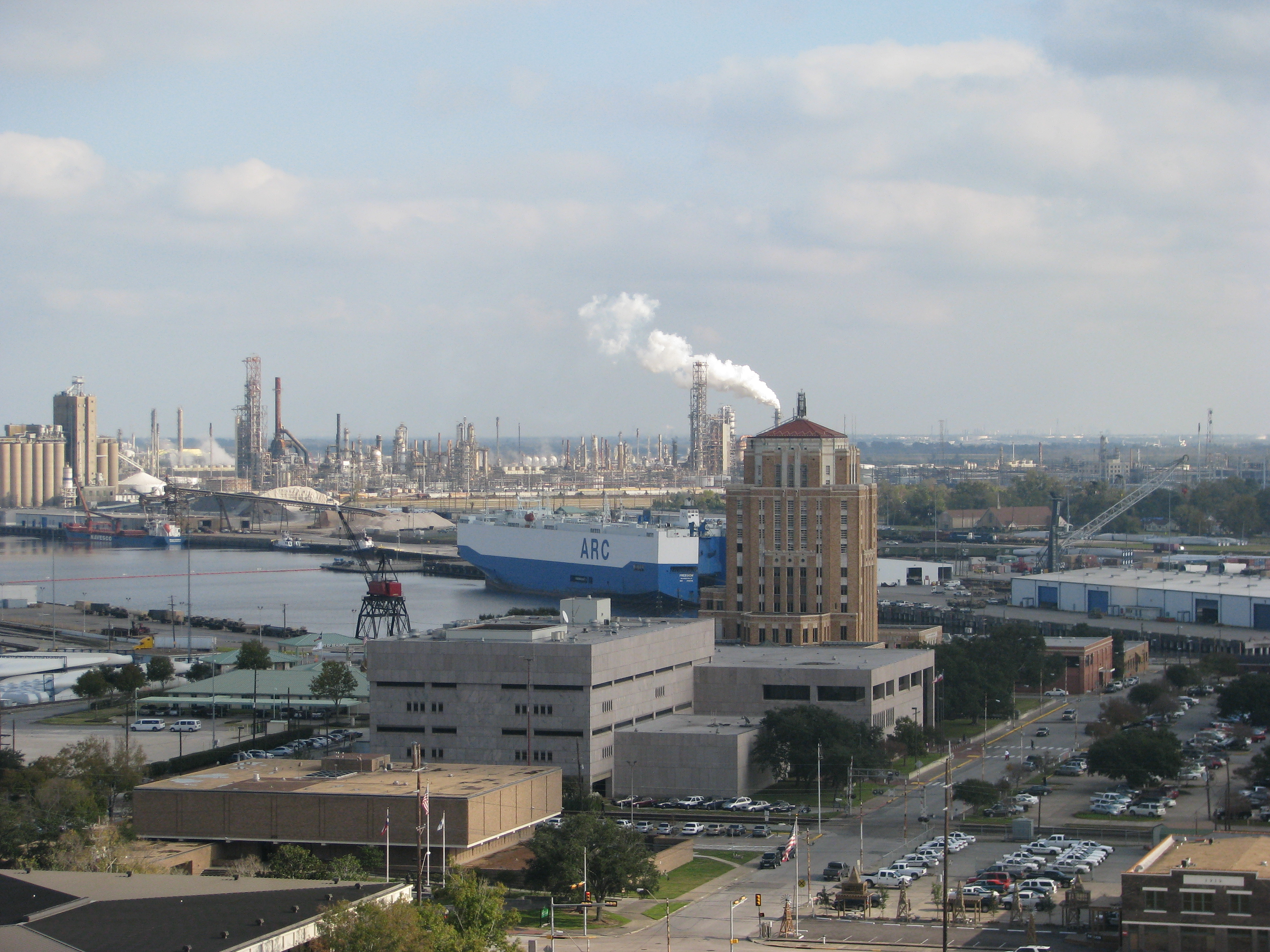
Courthouse del Condado de Jefferson

Jason's Deli tiene su oficina principal en Beaumont.
Originalmente las oficinas centrales de Sweet Leaf Tea Company, se encontraban en Beaumont. Las oficinas se mudaron a Austin en octubre de 2003.
Otro elemento importante de la economía de la ciudad es el puerto, uno de los puertos marítimos con más movimiento en Texas.

## Educación
El Distrito Escolar Independiente de Beaumont gestiona escuelas públicas.

## Problemas ambientales
La región de Beaumont-Port Arthur es citada por ser una de las áreas de los Estados Unidos con mayor polución debido a las diversas industrias energéticas y plantas químicas ubicadas en la zona. Tiene muchos habitantes con enfermedades generadas por ello, lo que ha causado diversos debates en la televisión y diarios.

## Enlaces externos

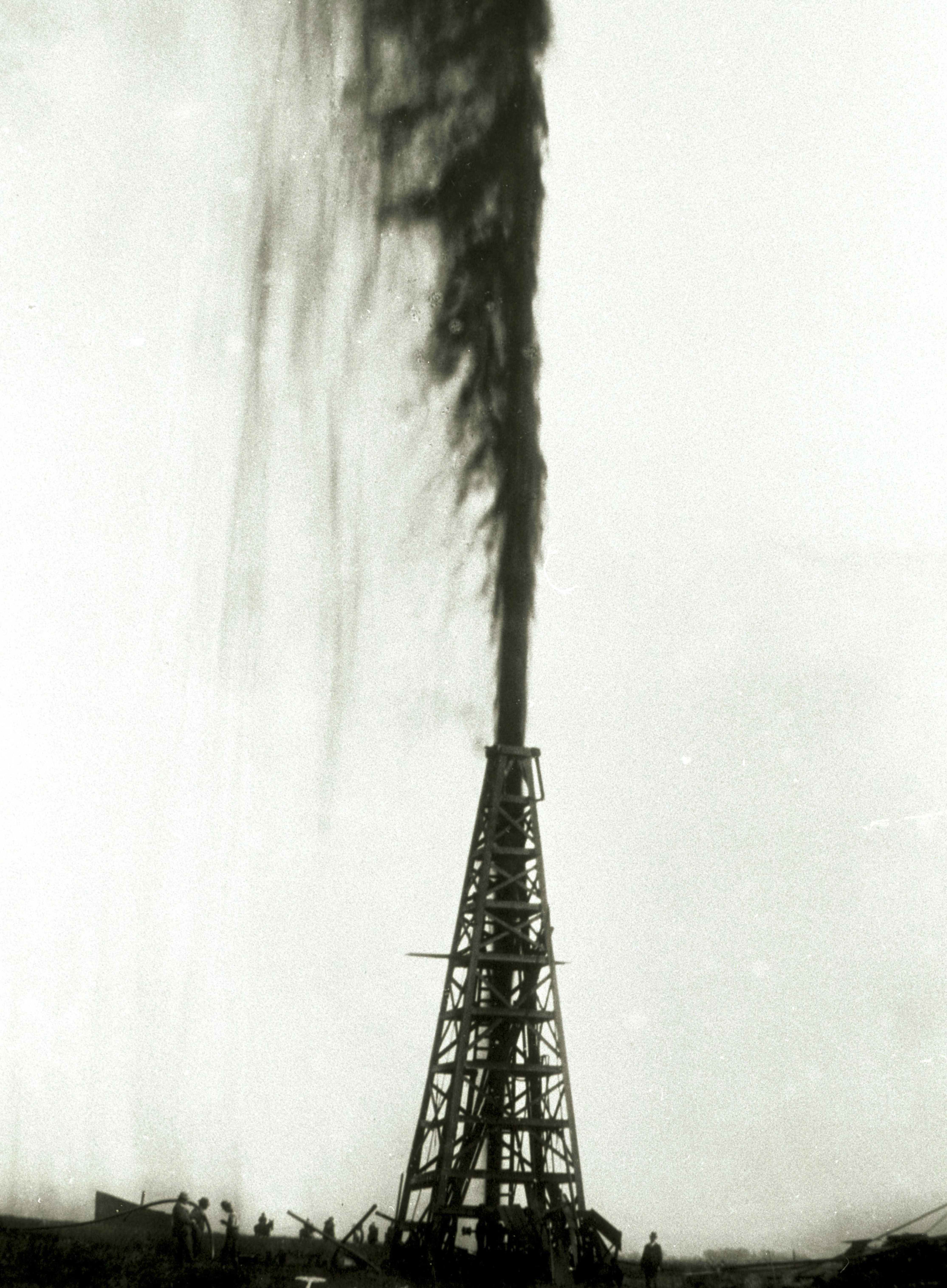
Imagen tomada el 10 de enero de 1901 de petróleo en Beaumont